# Carretera general 6
La carretera general 6 (CG-6) è una strada andorrana che collega Aixovall al confine di stato tra Spagna e Andorra per Os de Civís, la strada è lunga 6 km.

La strada inoltre è l'unico collegamento con la località spagnola di Os de Civís di Les Valls de Valira.

## Storia
Dal 1994 al 2007 era chiamata CS-410.

## Percorso
| Tipo | Indicazione                   | Biforcazioni | Km  |
| ---- | ----------------------------- | ------------ | --- |
| CG-6 | Aixovall                      | CG-1         | 0   |
|      | Canolich / Bixessarri / Aixàs | CS-111       | 3,5 |
|      |                               |              | 5   |
|      | Verso Os de Civís             |              | 6   |